# تيري كيلي (موسيقي)
تيري كيلي هو موسيقي ومغني وكاتب أغاني كندي، ولد في 1955 في سانت جونز في كندا.

## وصلات خارجية
- الموقع الرسمي
- تيري كيلي على موقع ميوزك برينز (الإنجليزية)
- تيري كيلي على موقع ديسكوغز (الإنجليزية)